# Johan Andersson
Johan Rickard Andersson (Landskrona, 22 agosto 1983) è un allenatore di calcio e calciatore svedese, centrocampista dell'Eidsvold Turn.

## Carriera

### Giocatore

#### Club
Andersson ha iniziato la carriera con la maglia del Landskrona BoIS. Nella stagione 2001, ha contribuito con 23 presenze e 2 reti alla promozione del club nell'Allsvenskan, massima divisione del campionato svedese. Il debutto in questa divisione è datato 6 aprile 2002, quando è stato schierato in campo in sostituzione di Håkan Söderstjerna nella vittoria per 6-2 sull'Helsingborg. Il 26 agosto successivo ha realizzato la prima rete nella massima divisione, nella vittoria per 2-1 sull'Elfsborg. Ha militato per quattro stagioni consecutive in questo campionato, totalizzando complessivamente 76 presenze e 8 reti. Il Landskrona BoIS è retrocesso al termine dell'Allsvenskan 2005. Andersson è rimasto in forza al club anche nel 2006.
Nel 2007, è stato ingaggiato dal Malmö FF, facendo così ritorno nella massima divisione svedese. Ha esordito con questa maglia in data 8 maggio, sostituendo Ola Toivonen nel pareggio per 1-1 contro l'Hammarby. Ha giocato 5 partite di campionato con questa maglia.
L'anno successivo, Andersson è stato ingaggiato dai norvegesi dello Stabæk, militanti nell'Eliteserien. Ha esordito nella massima divisione locale in data 30 marzo 2008, quando è subentrato a Somen Tchoyi nel pareggio a reti inviolate sul campo del Molde. Il 6 aprile ha realizzato le prime reti, con una doppietta ai danni del Lillestrøm nel successo della sua squadra col punteggio di 4-2. Ha contribuito alla vittoria finale del campionato 2008 con 12 reti in 25 partite. È rimasto in squadra per un quadriennio, totalizzando 84 presenze e 30 reti tra campionato e coppe.
Nel 2012 è passato al Lillestrøm. Ha debuttato con questa maglia il 24 marzo, sostituendo Erling Knudtzon nel pareggio a reti bianche sul campo dell'Hønefoss. Il 1º aprile successivo ha realizzato il primo gol, nel pareggio per 2-2 contro il Rosenborg. È rimasto in squadra fino al termine del campionato 2014, quando il suo contratto è giunto alla scadenza. Il 24 gennaio 2015 ha trovato un accordo per rinnovare il contratto che lo legava al club per un'ulteriore stagione. Ha lasciato il club a parametro zero al termine di questa stessa annata.
Il 23 giugno 2016, lo Stabæk ha reso noto che Andersson si sarebbe aggregato ai convocati per una partita amichevole contro la sua ex squadra del Lillestrøm, nell'ottica di un possibile ingaggio. Ha poi firmato un contratto con il club.
In seguito a questa esperienza, ha lasciato il calcio a causa di alcuni problemi all'anca. Nel 2021 è tornato brevemente in campo, per il Frigg, in 3. divisjon. Dal 2023, dopo essere stato nominato tecnico dell'Eidsvold Turn, ha ricoperto il ruolo di allenatore-giocatore.

#### Nazionale
Andersson ha giocato per la Svezia under 21, con cui ha partecipato al campionato europeo di categoria del 2004.

### Allenatore
Il 6 gennaio 2023, l'Eidsvold Turn ha reso noto d'aver ingaggiato Andersson come nuovo allenatore.

## Statistiche

### Presenze e reti nei club
Statistiche aggiornate al 7 maggio 2024.
| Stagione               | Club                   | Campionato             | Campionato | Campionato | Coppe nazionali | Coppe nazionali | Coppe nazionali | Coppe continentali | Coppe continentali | Coppe continentali | Supercoppe | Supercoppe | Supercoppe | Totale | Totale |
| Stagione               | Club                   | Comp                   | Pres       | Reti       | Comp            | Pres            | Reti            | Comp               | Pres               | Reti               | Comp       | Pres       | Reti       | Pres   | Reti   |
| ---------------------- | ---------------------- | ---------------------- | ---------- | ---------- | --------------- | --------------- | --------------- | ------------------ | ------------------ | ------------------ | ---------- | ---------- | ---------- | ------ | ------ |
| 2001                   | Landskrona BoIS        | S                      | 23         | 2          | CS              | ?               | ?               | -                  | -                  | -                  | -          | -          | -          | 23+    | 2+     |
| 2002                   | Landskrona BoIS        | A                      | 23         | 1          | CS              | ?               | ?               | -                  | -                  | -                  | -          | -          | -          | 23+    | 1+     |
| 2003                   | Landskrona BoIS        | A                      | 23         | 2          | CS              | ?               | ?               | -                  | -                  | -                  | -          | -          | -          | 23+    | 2+     |
| 2004                   | Landskrona BoIS        | A                      | 21         | 5          | CS              | ?               | ?               | -                  | -                  | -                  | -          | -          | -          | 21+    | 5+     |
| 2005                   | Landskrona BoIS        | A                      | 9          | 0          | CS              | ?               | ?               | -                  | -                  | -                  | -          | -          | -          | 9+     | 0+     |
| 2006                   | Landskrona BoIS        | S                      | 22         | 8          | CS              | ?               | ?               | -                  | -                  | -                  | -          | -          | -          | 22+    | 8+     |
| Totale Landskrona BoIS | Totale Landskrona BoIS | Totale Landskrona BoIS | 121        | 18         |                 | ?               | ?               |                    | -                  | -                  |            | -          | -          | 121+   | 18+    |
| 2007                   | Malmö FF               | A                      | 5          | 0          | CS              | ?               | ?               | -                  | -                  | -                  | -          | -          | -          | 5+     | 0+     |
| 2008                   | Stabæk                 | ES                     | 25         | 12         | CN              | 7               | 5               | CU                 | 2                  | 0                  | -          | -          | -          | 34     | 17     |
| 2009                   | Stabæk                 | ES                     | 7          | 2          | CN              | 1               | 0               | UCL+UEL            | 2+0                | 0                  | SN         | -          | -          | 10     | 2      |
| 2010                   | Stabæk                 | ES                     | 18         | 7          | CN              | 0               | 0               | UEL                | -                  | -                  | -          | -          | -          | 18     | 7      |
| 2011                   | Stabæk                 | ES                     | 22         | 4          | CN              | 0               | 0               | -                  | -                  | -                  | -          | -          | -          | 22     | 4      |
| 2012                   | Lillestrøm             | ES                     | 27         | 2          | CN              | 2               | 0               | -                  | -                  | -                  | -          | -          | -          | 29     | 2      |
| 2013                   | Lillestrøm             | ES                     | 29         | 1          | CN              | 5               | 1               | -                  | -                  | -                  | -          | -          | -          | 34     | 2      |
| 2014                   | Lillestrøm             | ES                     | 26         | 0          | CN              | 3               | 0               | -                  | -                  | -                  | -          | -          | -          | 29     | 0      |
| 2015                   | Lillestrøm             | ES                     | 12         | 2          | CN              | 1               | 0               | -                  | -                  | -                  | -          | -          | -          | 13     | 2      |
| Totale Lillestrøm      | Totale Lillestrøm      | Totale Lillestrøm      | 94         | 5          |                 | 11              | 1               |                    | -                  | -                  |            | -          | -          | 105    | 6      |
| lug.-dic. 2016         | Stabæk                 | ES                     | 0          | 0          | CN              | -               | -               | UEL                | 0                  | 0                  | -          | -          | -          | 0      | 0      |
| Totale Stabæk          | Totale Stabæk          | Totale Stabæk          | 72         | 25         |                 | 8               | 5               |                    | 4                  | 0                  |            | -          | -          | 84     | 30     |
| 2021                   | Frigg                  | 3D                     | 1          | 0          | CN              | 0               | 0               | -                  | -                  | -                  | -          | -          | -          | 1      | 0      |
| 2023                   | Eidsvold Turn          | 3D                     | 2          | 0          | CN              | 0               | 0               | -                  | -                  | -                  | -          | -          | -          | 2      | 0      |
| 2024                   | Eidsvold Turn          | 2D                     | 1          | 1          | CN              | 0               | 0               | -                  | -                  | -                  | -          | -          | -          | 1      | 1      |
| Totale Eidsvold Turn   | Totale Eidsvold Turn   | Totale Eidsvold Turn   | 3          | 1          |                 | 0               | 0               |                    | -                  | -                  |            | -          | -          | 3      | 1      |
| Totale                 | Totale                 | Totale                 | 296        | 49         |                 | 19+             | 6+              |                    | 4                  | 0                  |            | -          | -          | 319+   | 55+    |

## Palmarès

### Club

#### Competizioni nazionali
- Campionato norvegese: 1

Stabæk: 2008